# Coupe du monde masculine de volley-ball 2003
Navigation
Coupe du monde 1999 Coupe du monde 2007
La Coupe du monde de volley-ball masculin 2003 s'est déroulée du 16 novembre au 30 novembre 2003 à Tokyo, Nagano, Hiroshima, Hamamatsu, Fukuoka et Nagoya (Japon).

## Formule de compétition
La Coupe du monde de volley-ball regroupe 12 équipes. Elle se compose des champions de 5 continents (Asie, Amérique du Nord, Amérique du Sud, Afrique, Europe), des 5 vice-champions, du pays organisateur et d'une équipe invitée ("wild card").
Les matches seront disputés en Round Robin. Chaque équipe rencontrera les autres (au total, 11 matches par équipe).
Les 3 premières équipes se qualifieront pour les Jeux olympiques d'Athènes.

## Équipes présentes
- Japon : organisateur
- Italie : champion d'Europe
- États-Unis : champion d'Amérique du Nord
- Brésil : champion d'Amérique du Sud
- Corée du Sud : champion d'Asie
- Égypte : vice-champion d'Afrique
- France : vice-champion d'Europe
- Canada : vice-champion d'Amérique du Nord
- Venezuela : vice-champion d'Amérique du Sud
- Tunisie : champion d'Afrique
- Chine : vice-champion d'Asie
- Serbie-et-Monténégro : wild card

## Déroulement de la compétition

### 1ertourdu 16 -18 novembre 2003
- Tokyo - Yoyogi Stadium

- Nagano - Nagano Arena

### 2eTour du 20 au21 novembre 2003
- Hiroshima - Hiroshima Green Arena

- Hamamatsu - Hamamatsu Arena

### 3etourdu 23 au25 novembre 2003
- Fukuoka - Marine Messe Fukuoka

- Okayama - Okayama General and Cultural

### 4etourdu 28 au30 novembre 2003
- Tokyo - Yoyogi Stadium

- Tokyo - Tokyo Metropolitan Gymnasium

## Classement final
| No | Équipe               | Points | Matches | Matches | Sets | Sets   | Sets  | Points | Points | Points |
| No | Équipe               | Points | gagnés  | perdus  | pour | contre | Ratio | pour   | contre | Ratio  |
| -- | -------------------- | ------ | ------- | ------- | ---- | ------ | ----- | ------ | ------ | ------ |
| 1  | Brésil               | 22     | 11      | 0       | 33   | 4      | 8.250 | 916    | 720    | 1.272  |
| 2  | Italie               | 20     | 9       | 2       | 29   | 8      | 3.625 | 910    | 762    | 1.194  |
| 3  | Serbie-et-Monténégro | 20     | 9       | 2       | 29   | 10     | 2.900 | 951    | 842    | 1.129  |
| 4  | États-Unis           | 19     | 8       | 3       | 24   | 13     | 1.846 | 883    | 794    | 1.112  |
| 5  | France               | 18     | 7       | 4       | 24   | 16     | 1.500 | 950    | 868    | 1.094  |
| 6  | Corée du Sud         | 16     | 5       | 6       | 20   | 20     | 1.000 | 909    | 915    | 0.993  |
| 7  | Canada               | 16     | 5       | 6       | 18   | 23     | 0.783 | 883    | 954    | 0.926  |
| 8  | Venezuela            | 15     | 4       | 7       | 14   | 23     | 0.609 | 832    | 893    | 0.932  |
| 9  | Japon                | 14     | 3       | 8       | 14   | 27     | 0.519 | 879    | 948    | 0.927  |
| 10 | Chine                | 13     | 2       | 9       | 13   | 28     | 0.464 | 898    | 1.012  | 0.887  |
| 11 | Tunisie              | 13     | 2       | 9       | 9    | 30     | 0.300 | 803    | 932    | 0.862  |
| 12 | Égypte               | 12     | 1       | 10      | 7    | 32     | 0.219 | 787    | 961    | 0.819  |

- Brésil, Italie et Serbie et Montenegro sont qualifiés pour les Jeux olympiques de 2004 d'Athènes, Grèce.

## Tableau final
| Place              | Équipe               |
| ------------------ | -------------------- |
| Médaille d'or      | Brésil               |
| Médaille d'argent  | Italie               |
| Médaille de bronze | Serbie-et-Monténégro |
| 4                  | États-Unis           |
| 5                  | France               |
| 6                  | Corée du Sud         |
| 7                  | Canada               |
| 8                  | Venezuela            |
| 9                  | Japon                |
| 10                 | Chine                |
| 11                 | Tunisie              |
| 12                 | Égypte               |

## Distinctions individuelles
- MVP : Takahiro Yamamoto  Japon
- Meilleur marqueur : Takahiro Yamamoto  Japon
- Meilleur attaquant : Giovane Gavio  Brésil
- Meilleur central : Andrija Gerić  Serbie-et-Monténégro
- Meilleur serveur : Andrea Sartoretti  Italie
- Meilleur passeur : Nikola Grbić  Serbie-et-Monténégro
- Meilleur libero : Sergio Santos Dutra  Brésil
- Récompense spéciale : Daisuke Usami  Japon